# Kelly Evernden
Kelly Evernden (Gisborne, 21 settembre 1961) è un allenatore di tennis ed ex tennista neozelandese.

## Biografia
Nel 1988 rappresentò il suo Paese alle Olimpiadi, uscendo poi al secondo turno.
Ottenne il suo migliore ranking nel singolare il 6 novembre 1989 con la 31ª posizione, mentre nel doppio divenne, il 18 luglio 1989, il 19º del ranking ATP.
In carriera, in singolare, vinse tre tornei ATP, il primo dei quali nel 1987 nel Bristol Open contro lo statunitense Tim Wilkison. Raggiunse, inoltre, la finale in altre quattro occasioni uscendone però sconfitto. Nel 1987 arrivò al quarto turno del Australian Open superando, nell'ordine, quattro tennisti statunitensi: Jonathan Canter, Johan Kriek, testa di serie numero dieci, Brad Pearce e Derrick Rostagno; venne successivamente sconfitto dall'australiano Wally Masur con il risultato di 3-6, 5-7, 4-6.
Fece parte della squadra neozelandese di Coppa Davis dal 1985 al 1994 in venti occasioni con un bilancio complessivo di ventisette vittorie e ventisette sconfitte tra singolare e doppio.

## Statistiche

### Tornei ATP

#### Singolare

##### Vittorie (3)
| Legenda singolare                                    |
| Grande Slam (0)                                      |
| ATP World Tour Finals (0)                            |
| ATP Super 9 / ATP Masters Series (0)                 |
| ATP Championship Series / ATP International Gold (0) |
| ATP World Series / ATP International Series (3)      |

| Numero | Data           | Torneo                           | Superficie  | Avversario in finale | Punteggio     |
| 1.     | 15 giugno 1987 | Bristol Open, Bristol            | Erba        | Tim Wilkison         | 6-4, 7-6      |
| 2.     | 5 ottobre 1987 | Brisbane International, Brisbane | Cemento (i) | Eric Jelen           | 3-6, 6-1, 6-1 |
| 3.     | 2 gennaio 1989 | Wellington Classic, Wellington   | Cemento     | Shūzō Matsuoka       | 7-5, 6-1, 6-4 |

##### Sconfitte in finale (4)
| Legenda singolare                                    |
| Grande Slam (0)                                      |
| ATP World Tour Finals (0)                            |
| ATP Super 9 / ATP Masters Series (0)                 |
| ATP Championship Series / ATP International Gold (0) |
| ATP World Series / ATP International Series (4)      |

| Numero | Data            | Torneo                           | Superficie    | Avversario in finale | Punteggio               |
| 1.     | 7 ottobre 1985  | Brisbane International, Brisbane | Sintetico (i) | Paul Annacone        | 3-6, 3-6                |
| 2.     | 9 dicembre 1985 | New South Wales Open, Sydney     | Erba          | Henri Leconte        | 7-6, 2-6, 3-6           |
| 3.     | 16 ottobre 1989 | Vienna Open, Vienna              | Sintetico (i) | Paul Annacone        | 7-6, 4-6, 1-6, 6-2, 3-6 |
| 4.     | 20 agosto 1990  | Schenectady Open, Schenectady    | Cemento       | Ramesh Krishnan      | 1-6, 1-6                |

#### Doppio

##### Vittorie (5)
| Legenda singolare                                    |
| Grande Slam (0)                                      |
| ATP World Tour Finals (0)                            |
| ATP Super 9 / ATP Masters Series (0)                 |
| ATP Championship Series / ATP International Gold (0) |
| ATP World Series / ATP International Series (5)      |

| Numero | Data             | Torneo                           | Superficie    | Compagno        | Avversari in finale           | Punteggio     |
| 1.     | 31 marzo 1986    | Cologne Grand Prix, Colonia      | Cemento (i)   | Chip Hooper     | Jan Gunnarsson Peter Lundgren | 6-4, 6-7, 6-3 |
| 2.     | 5 ottobre 1987   | Brisbane International, Brisbane | Cemento (i)   | Matt Anger      | Broderick Dyke Wally Masur    | 7-6, 6-2      |
| 3.     | 22 febbraio 1988 | U.S. Pro Indoor, Filadelfia      | Sintetico (i) | Johan Kriek     | Kevin Curren Danie Visser     | 6-4, 6-3      |
| 4.     | 14 agosto 1989   | Canada Open, Montréal            | Cemento       | Todd Witsken    | Charles Beckman Shelby Cannon | 7-6, 1-6, 7-6 |
| 5.     | 1º gennaio 1990  | Wellington Classic, Wellington   | Cemento       | Nicolás Pereira | Sergio Casal Emilio Sánchez   | 6-4, 7-6      |

##### Sconfitte in finale (3)
| Legenda singolare                                    |
| Grande Slam (0)                                      |
| ATP World Tour Finals (0)                            |
| ATP Super 9 / ATP Masters Series (0)                 |
| ATP Championship Series / ATP International Gold (0) |
| ATP World Series / ATP International Series (3)      |

| Numero | Data            | Torneo                      | Superficie    | Compagno             | Avversari in finale          | Punteggio     |
| 1.     | 7 agosto 1989   | Livingston Open, Livingston | Cemento       | Sammy Giammalva, Jr. | Tim Pawsat Tim Wilkison      | 5-7, 3-6      |
| 2.     | 16 ottobre 1989 | Vienna Open, Vienna         | Sintetico (i) | Paul Annacone        | Jan Gunnarsson Anders Järryd | 1-6, 6-4, 1-6 |
| 3.     | 20 aprile 1992  | Seoul Open, Seul            | Cemento       | Brad Pearce          | Kevin Curren Gary Muller     | 6-7, 4-6      |